# Peres (football)
Pour les articles homonymes, voir Peres.
António Francisco de Jesus Moreira, plus communément appelé Peres, est un footballeur portugais né le 3 février 1939 à Candal. Il évoluait au poste de milieu de terrain.

## Biographie
Peres est formé dans le club de sa ville natale le CD Candal. Il poursuit sa formation avec le Benfica Lisbonne,.
Avec le club benfiquista, il est sacré Champion du Portugal en 1961 : durant la saison, il ne joue qu'un match de première division contre le FC Porto. 
En 1961, Peres rejoint l'Atlético CP qui évolue en première division. 
Il est ensuite transféré au Vitória Guimarães,.
Il dispute notamment huit rencontres pour un but marqué en Coupe des villes de foires lors de la saison 1969-1970 et 1970-1971 (un but contre l'AS Angoulême). Le Vitória Guimarães s'arrête à chaque fois au deuxième tour.
Après 222 matchs avec le club minhoto, il raccroche les crampons en 1971.

## Palmarès
Benfica Lisbonne
- Championnat du Portugal (1) :
  - Champion : 1960-1961.